# Daniel Pearl (diretor de fotografia)
Daniel Pearl A.S.C (Bronx, 1951) é um diretor de fotografia americano. Já trabalhou em muitos longas-metragens, mais de 400 videoclipes e mais de 250 comerciais. Ele é conhecido por seu trabalho de cinematografia em vários filmes de terror, incluindo The Texas Chain Saw Massacre (1974) e sua refilmagem de 2003, Aliens vs. Predator: Requiem (2007), Friday the 13th (2009), The Boy (2016) e Mom and Dad (2017).
Depois de ter obtido um mestrado na Universidade do Texas em Austin, Pearl conheceu Tobe Hooper em um laboratório de cinema. Depois de receber alguns conselhos do diretor de fotografia sobre filtros, Hooper depois o convidou para trabalhar em The Texas Chain Saw Massacre.